# Lamieae
Tribu
Les Lamieae sont une tribu de plantes à fleurs de la famille des Lamiaceae et de la sous-famille des Lamioideae.
Le genre type est Lamium L.

## Liste des genres
Eriophyton – Lamium – Petrolamium

## Publication originale
- Cosson E. & E. Germain, 1845. Fl. Descr. Anal. Paris: 311; 324.